# Golemi Dol
Golemi Dol (izvirno srbsko Големи Дол) je naselje v Srbiji, ki upravno spada pod Občino Preševo; slednja pa je del Pčinjskega upravnega okraja.

## Demografija
V naselju živi 180 polnoletnih prebivalcev, pri čemer je njihova povprečna starost 30,0 let (28,2 pri moških in 32,1 pri ženskah). Naselje ima 82 gospodinjstev, pri čemer je povprečno število članov na gospodinjstvo 3,59.
|  |

| Demografija | Demografija     | Demografija     |
| Leto        | Št. prebivalcev | Št. prebivalcev |
| ----------- | --------------- | --------------- |
|             |                 |                 |
|             |                 |                 |
|             |                 |                 |
|             |                 |                 |
| 1948        | 360             |                 |
| 1953        | 395             |                 |
| 1961        | 435             |                 |
| 1971        | 447             |                 |
| 1981        | 414             |                 |
| 1991        | 383             | 369             |
| 2002        | 384             | 294             |
|             |                 |                 |

| Etnična sestava po popisu iz leta 2002 | Etnična sestava po popisu iz leta 2002 | Etnična sestava po popisu iz leta 2002 | Etnična sestava po popisu iz leta 2002 | Etnična sestava po popisu iz leta 2002 |
| -------------------------------------- | -------------------------------------- | -------------------------------------- | -------------------------------------- | -------------------------------------- |
| Albanci                                | Albanci                                |                                        | 266                                    | 90,47%                                 |
| Srbi                                   | Srbi                                   |                                        | 28                                     | 9,52%                                  |
| Neznano                                | Neznano                                |                                        | 0                                      | 0,0%                                   |